# The Power of Love (Jennifer-Rush-Lied)
The Power of Love ist ein Lied von Jennifer Rush aus dem Jahr 1984, das unter anderem von Laura Branigan und Céline Dion gecovert wurde.

## Originalversion
1984 nahm Jennifer Rush den von ihr, Gunther Mende, Candy de Rouge und Mary Susan Applegate verfassten Song auf. Die Ballade wurde zurückhaltend instrumentiert und von Rushs Gesangsstimme getragen. Für die Singleversion (wie die Albumversion 6:00 Minuten lang) wurden ein paar Synthiestreicher hinzugefügt (teilweise auch als „Orchestral Remix“ bezeichnet). Für die Veröffentlichung in Großbritannien wurden außerdem eine Kurzversion (4:20) und eine längere Maxi-Version (7:10) abgemischt.
The Power of Love wurde im Dezember 1984 veröffentlicht und wurde ein Nummer-eins-Hit in Kanada, Australien, Neuseeland, Großbritannien, Irland, Österreich und Norwegen. In Deutschland stieg der Titel Ende Januar 1985 in die Charts ein und konnte sich bis Platz 16 vorarbeiten. Ende des Jahres wurde die Single – vermutlich aufgrund des großen Erfolges ihrer Single Destiny – wiederveröffentlicht und erreichte diesmal sogar für einige Wochen die Top 10 (Höchstplatzierung 9).

## Kommerzieller Erfolg

### Chartplatzierungen
| ChartsChartplatzierungen       | Höchstplatzierung | Wochen |
| ------------------------------ | ----------------- | ------ |
| Deutschland (GfK)              | 9 (28 Wo.)        | 28     |
| Österreich (Ö3)                | 1 (12 Wo.)        | 12     |
| Schweiz (IFPI)                 | 3 (12 Wo.)        | 12     |
| Vereinigte Staaten (Billboard) | 57 (13 Wo.)       | 13     |
| Vereinigtes Königreich (OCC)   | 1 (33 Wo.)        | 33     |

| ChartsJahrescharts (1985)    | Platzierung |
| ---------------------------- | ----------- |
| Deutschland (GfK)            | 75          |
| Vereinigtes Königreich (OCC) | 1           |

### Auszeichnungen für Musikverkäufe
| Land/Region                  | Auszeichnungen für Musikverkäufe (Land/Region, Auszeichnung, Verkäufe) | Verkäufe  |
| ---------------------------- | ---------------------------------------------------------------------- | --------- |
| Australien (ARIA)            | Platin                                                                 | 70.000    |
| Kanada (MC)                  | Gold                                                                   | 50.000    |
| Neuseeland (RMNZ)            | Gold                                                                   | 10.000    |
| Polen (ZPAV)                 | Gold                                                                   | 50.000    |
| Vereinigtes Königreich (BPI) | Platin                                                                 | 1.000.000 |
| Insgesamt                    | 3× Gold · 2× Platin ·                                                  | 1.180.000 |

## Coverversionen

### Laura Branigan
1987 nahm Laura Branigan ihre Version des Liedes unter dem Titel Power of Love auf, welches von David Kershenbaum produziert und in den Power Trax Studios in Hollywood aufgenommen wurde. Im Gegensatz zum Original war diese Version in den USA nur ein kleiner Erfolg.
Die Version ist 5:26 Minuten lang, erschien im Album Touch und auf der B-Seite befindet sich das komponierte Stück Spirits of Love.
| ChartsChartplatzierungen       | Höchstplatzierung | Wochen |
| ------------------------------ | ----------------- | ------ |
| Vereinigte Staaten (Billboard) | 26 (18 Wo.)       | 18     |

### Céline Dion
1993 coverte auch Céline Dion das Lied, die Version dauert 5:43 Minuten und wurde von David Foster produziert. Die Aufnahmen wurden im Studio The Enterprise, Ground Control, Record Plant getätigt, das Cover erschien im Album The Colour of My Love.
Die Version wurde am 1. November 1993 veröffentlicht. Es wurde ein Nummer-eins-Hit in den USA, Kanada und Australien. Im Gegensatz zum Original und Branigans Version erreichte diese Version die Spitze der US-Charts.
Chartplatzierungen
| ChartsChartplatzierungen       | Höchstplatzierung | Wochen |
| ------------------------------ | ----------------- | ------ |
| Deutschland (GfK)              | 57 (9 Wo.)        | 9      |
| Frankreich (SNEP)              | 3 (25 Wo.)        | 25     |
| Vereinigte Staaten (Billboard) | 1 (33 Wo.)        | 33     |
| Vereinigtes Königreich (OCC)   | 4 (10 Wo.)        | 10     |

| ChartsJahrescharts (1994)      | Platzierung |
| ------------------------------ | ----------- |
| Vereinigte Staaten (Billboard) | 4           |

Auszeichnungen für Musikverkäufe

| Land/Region                  | Auszeichnungen für Musikverkäufe (Land/Region, Auszeichnung, Verkäufe) | Verkäufe  |
| ---------------------------- | ---------------------------------------------------------------------- | --------- |
| Australien (ARIA)            | Platin                                                                 | 70.000    |
| Dänemark (IFPI)              | Gold                                                                   | 45.000    |
| Frankreich (SNEP)            | Silber                                                                 | 200.000   |
| Kanada (MC)                  | 2× Platin                                                              | 160.000   |
| Neuseeland (RMNZ)            | Platin                                                                 | 30.000    |
| Vereinigte Staaten (RIAA)    | Platin                                                                 | 1.000.000 |
| Vereinigtes Königreich (BPI) | Gold                                                                   | 400.000   |
| Insgesamt                    | 1× Silber · 2× Gold · 5× Platin ·                                      | 1.905.000 |

Hauptartikel: Céline Dion/Auszeichnungen für Musikverkäufe

### Weitere Coverversionen (Auswahl)
- 1985: Air Supply
- 1986: Nino de Angelo (Ich suche nach Liebe)
- 1986: The Shadows
- 1986: V.S.O.P.
- 1986: Engelbert Humperdinck
- 1988: Richard Clayderman
- 1991: Shirley Bassey
- 1991: Nana Mouskouri
- 1995: Angelika Milster (Du bist mein Leben)
- 1995: Andrea Bocelli
- 1999: Mélanie Cohl
- 2001: Ricky King
- 2005: Gigi D’Agostino
- 2008: Helene Fischer
- 2012: Natalia Klitschko (Liveversion)
- 2014: Jarvis Cocker (Liveversion)